# Fiat 618
Le Fiat 618 est un camion léger civil lancé en 1934 par le constructeur italien Fiat V.I..
Fabriqué de 1934 à 1937, son succès fut certes important mais ne peut être comparé à celui de son prédécesseur, le Fiat 621. Constitué d'un châssis traditionnel au format 4x2, il est équipé du fameux moteur Fiat 118A, celui-là même qui équipait la Fiat 518 Ardita.
Il sera décliné en un nombre très important de versions pour tous usages civils. 
Comme le Fiat 621, le Fiat 618 sera également produit sous licence en Pologne par la filiale Fiat Polski sous le nom de PF 618 Grom.

## Le Fiat 618MC - version militaire
La version militaire « 618MC » est fabriquée à partir de 1935 pour l'armée italienne en vue de la campagne d'Afrique orientale. 1 358 exemplaires du Fiat 618MC furent utilisés sur le seul front nord, et de nombreux autres en Somalie. 
Fiat V.I. fut amené à effectuer quelques modifications pour améliorer ses caractéristiques sous les climats les plus chauds d'Afrique. Lors des exercices effectués en mai 1938 en Libye, le Fiat 618MC fut jugé peu approprié pour une utilisation coloniale, à cause des grands rapports de transmission et d'une "vitesse excessive" !!.
Le camion fut néanmoins impliqué dans la guerre civile espagnole, où l'armée espagnole utilisa ses 2 000 exemplaires. Ce fut l'occasion de différentes expérimentations sur le terrain, notamment d'installer une mitrailleuse pour en faire un véhicule anti-aérien. Des versions dérivées furent réalisées pour des utilisations en atelier de campagne, en ambulance, en dépanneuse ou encore en tracteur d'artillerie pour des pièces de 65/17 et 37/45.
Le Fiat 618MC fut produit en version ambulance, et fut utilisé non seulement par les unités de l'armée de terre italienne mais aussi par la Guardia di Finanza (Police financière italienne) et par l'armée de l'air italienne. 
Bien que sa production ait cessé en 1937, et remplacé par le SPA CL39, le Fiat 618M Coloniale était encore en service au début de la seconde guerre mondiale. Il en reste aujourd'hui un exemplaire conservé au Musée Historique de la Motorisation Militaire Italienne.

## Caractéristiques techniques version 618 MC
- Moteur :  Fiat essence Tipo 118A - 4 cylindres de 1 944 cm3
- Puissance :  43 Ch
- Vitesse maximale : 65 km/h
- Poids à vide : 2 115 kg
- Poids total en charge : 3 450 kg
- Autonomie : 300 km sur route

## LeFiat Polski 618Grom
La licence accordée en 1932 par Fiat pour la production de ses modèles de voitures et de camions à la société polonaise "Państwowe Zakłady Inżynierii" - PZInż qui commercialisera les modèles sous la marque Fiat Polski, fut élargie en 1937 aux modèles Fiat 621, Fiat 508 Balilla, Fiat 518 Ardita et au Fiat 618, commercialisé sous le label "Polski Fiat 618" et surtout connu sous le nom de "FP 618 Grom" (Ton). La société PZInż produit les versions spéciales pour l'armée polonaise tandis que les modèles civils étaient directement produits par la filiale Fiat Polski. cette version polonaise aura plusieurs dérivés comme la version autobus de 11 places, ambulance, version 6×4 et station radio dans un fourgon.

## Curiosité
Parmi les très nombreuses applications et transformations du Fiat 618, il faut souligner celle réalisée par la carrosserie Viberti, le Fiat 618 Viberti Cinemobile.  Produit par l'"Istituto Luce" en 1936 en quelques exemplaires, il disposait au sein de la carrosserie du fourgon d'un appareil sonique "Balilla" de 1935 et une version spéciale du projecteur cinématographique "Victoria 5" de 35 mm de la société milanaise Cinemeccanica. 

### Les véhicules entre 1930 et 1948
| Modèle      | Type                                | Années de production | Type moteur | Cylindrée | Puissance CV DIN | PTC en tonnes |
| ----------- | ----------------------------------- | -------------------- | ----------- | --------- | ---------------- | ------------- |
| Fiat 621    | Camion, Châssis                     | 1929 - 1939          | 121         | 2516      | 45               | 4,8           |
| Fiat 614    | Petit camion sur base 514 - Châssis | 1930 - 1934          | 114         | 1438      | 28               | 1,0           |
| Fiat 618    | Remplace le 614, Châssis            | 1934                 | 118         | 1758      | 38               | 3,65          |
| Fiat 618    | Variante moteur                     | 1934 - 1937          | 118 A       | 1943      | 43               | 4,00          |
| Fiat 618M/C | Version Militaire / Coloniale       | 1934 - 1937          | 118 A       | 1943      | 43               | 3,45          |